# Fritada de bacalhau
Fritada de bacalhau é uma designação utilizada no Brasil e no País Basco (Espanha) para preparações culinárias em que o bacalhau é frito, antes de ser misturado com outros ingredientes.
No Brasil, a fritada de bacalhau começa por um refogado de bacalhau demolhado e desfiado, juntamente com cebola, tomate sem pele nem sementes e com pimentão cortado fino, até praticamente secar os ingredientes. Retira-se do lume e junta-se batata e cenoura cortadas em pedaços pequenos, ervilha e milho verde enlatados, palmito picado e azeitonas sem caroço cortadas. Misturam-se ovos batidos e coloca-se num recipiente que possa ir ao forno e à mesa. Por cima, deitam-se claras de ovos batidas e depois misturadas com as gemas e leva-se ao forno até dourar. 
No País Basco, a “fritada de bacalao” consiste em filetes de bacalhau demolhado que são passados por farinha e ovos batidos e fritos em bastante azeite quente, a que se juntaram dentes de alho. Estes filetes são servidos com a “verdadeira” fritada, um refogado de alho porro cortado fino com tomate, pimento vermelho, cebola e alho; tapa-se e deixa-se cozinhar a fogo brando. Acompanha-se com malaguetas grandes vermelhas, curtidas em vinagre e passadas no azeite. 
Esta preparação basca é parecida com o bacalhau albardado de Portugal, em que os pedaços de bacalhau demolhado são fritos em polme ou numa massa de farinha levedada, muitas vezes servidos com salada,  ou com arroz de feijão (ou outro).  A grande diferença entre o bacalhau albardado e as pataniscas de bacalhau é que nestas o bacalhau é separado em pequenas lascas e misturado ao polme.  Embora estes pratos portugueses sejam feitos fritando o bacalhau, não se utiliza para eles a palavra “fritada”.